# Hoàng Dư Ý
Hoàng Dư Ý (* 19. Juli 2004) ist eine vietnamesische Leichtathletin, die sich auf den Sprint spezialisiert hat.

## Sportliche Laufbahn
Erste Erfahrungen bei internationalen Wettbewerben sammelte Hoàng Dư Ý im Jahr 2022, als sie bei den Südostasienspielen in Hanoi in 11,94 s den sechsten Platz im 100-Meter-Lauf belegte und auch über 200 Meter mit 24,50 s auf Rang sechs gelangte. Zudem gewann sie mit der vietnamesischen 4-mal-100-Meter-Staffel in 45,25 s die Silbermedaille hinter dem thailändischen Team. Anschließend schied sie bei den U20-Weltmeisterschaften in Cali mit 11,95 s in der ersten Runde über 100 Meter aus. Im Jahr darauf belegte sie bei den Südostasienspielen in Phnom Penh in 11,85 s den fünften Platz über 100 Meter und gewann mit der Staffel in 44,51 s die Silbermedaille hinter dem thailändischen Team.
2021 wurde Hoàng vietnamesische Meisterin in der 4-mal-100-Meter-Staffel.

## Persönliche Bestleistungen
- 100 Meter: 11,81 s (+1,0 m/s), 14. Dezember 2022 in Hanoi
- 200 Meter: 24,50 s (+0,6 m/s), 14. Mai 2022 in Hanoi